# 蝎子精
蝎子精是中国古典神话小说《西游记》中的女妖精，原形是“琵琶来大小的一个蝎子”，經過千百年凡間修行幻化成人形。她在唐僧师徒将要离开西梁國時搞出旋风摄走了唐僧，還希望和唐僧结为夫妻，最终被孙悟空请来的昴日星官降伏。
聊斋志异另有〈蠍客〉一篇

## 故事梗概
唐僧师徒一行路过西梁国，西梁国的女王听闻唐僧乃是唐朝御弟，便决心招唐僧为夫。唐僧师徒恐女王不放他们通行，定下计策，假意应承女王的亲事，待唐僧和女王送三位徒弟出城后便直接告辞西去。在师徒一行按计划要离开西梁国时，蝎子精突然从路边出现，弄旋风摄走了唐僧。回到自己的琵琶洞，蝎子精安抚唐僧用膳，劝说唐僧和自己成亲。二人言语相攀之时，赶到的孙悟空恐怕唐僧"乱了真性"，忍不住现出本相，叫破蝎子精。蝎子精口喷烟光，叫人收了唐僧，与孙悟空打至洞外，一人独战孙悟空和猪八戒二人多时，不分胜负。最终蝎子精使出绝招倒马毒桩，在孙悟空的头皮上扎了一下。孙悟空负痛难忍，与猪八戒败阵逃走，蝎子精得胜而归。回到洞中，蝎子精重整欢愉，叫女童布置好卧房，自己携唐僧步入洞房准备成亲。在洞房中，蝎子精百般诱惑唐僧，与唐僧直纠缠到半夜，无奈唐僧咬紧牙关就是不从。恼怒之下，蝎子精命人将唐僧绑起来，独自安寝。第二天孙悟空得知唐僧并未丧了元阳后，又和猪八戒打破洞门来战。蝎子精与二人斗了三五个回合后故技重施，使出倒马毒桩扎伤了猪八戒，二人再次败走。此时观音菩萨现身，告知孙悟空三人蝎子精的来历。原来这蝎子精原本在雷音寺听佛谈经，如来见了，“不合用手推她一把”，蝎子精就用毒钩扎了如来手指一下。如来疼痛难忍，派金刚拿她，她便跑到了毒敌山琵琶洞。菩萨告知需请来昴日星官才能降伏蝎子精，孙悟空便上天宫请来了昴宿，诱出蝎子精。最终在昴日星官搖身化做一隻雄雞, 發出幾聲啼鳴下，蝎子精浑身酥软，现出本相，死在坡前。

## 人物特征

### 容貌
在《西游记》中，蝎子精又被称作“色邪”和“风月魔”，象征着人的色欲，自然有着惊人的美貌。在原文中，作者使用了“锦绣娇容”、“金珠美貌”、“软玉温香”来描写她的容貌，并且在她的“肌香肤腻”对比下，细皮嫩肉的唐僧都成了“糙肉粗皮”，足见其美的程度。

### 神通
蝎子精的神通不仅限于她的武艺，还包括各式法术以及她的绝招——倒马毒，是《西游记》中最难对付的妖精之一。

#### 武艺
蝎子精使一柄三股钢叉，是由她自己的两只钳脚生成。武艺不錯，原文中写道蝎子精和孙悟空，猪八戒“三个战斗多时，不分胜负”。能一人力战孙悟空和猪八戒两个人而一度打成平手，但後來仍被孫悟空看破招式，故改以倒馬毒襲擊。

#### 法术
除了最基本的摄走唐僧时使的旋风，蝎子精还非常善于使用烟火。在孙悟空现身叫破蝎子精劝诱唐僧时，蝎子精”口喷一道烟光“，罩住了整个花亭，让手下有机会转移了唐僧。而烟和火是蝎子精在打斗时使用的常规法术，在一人独战孙悟空和猪八戒两个人的情况下，蝎子精会”鼻中出火，口内生烟“。战斗过程中，蝎子精会”弄神通，也不知是几只手“，将孙悟空和猪八戒的进攻拦得滴水不漏。

#### 倒马毒
倒马毒是蝎子精尾巴上的一个钩子，是她的杀手锏，分别扎伤过如來佛祖和豬八戒、刺疼孫悟空。孙悟空和如来佛祖在整部《西游记》中没有受过伤，只有在面对蝎子精时被倒马毒扎得疼痛难忍，尤其還能在未給孫悟空留下傷口的情形下、穿過金鋼不壞的防禦，讓孫悟空備感不解，足见其威力(但一夜過後，倒馬毒對孫悟空的影響削去大半，只令孫悟空有些癢)。蝎子精的倒马毒被认为是代表色欲的毒，如李卓吾先生的解释为：“人言蝎子毒，我道妇人更毒。或问：‘何也？’曰：‘若是蝎子毒似妇人，他不来假妇人名色矣。’为之绝倒。“又曰：“言女色之毒害伤人，如蝎子之锋芒最利，倘不知而稍有所着，为害不浅”。

### 剋星
《西游记》中存在着属性相剋的设定，而这个设定的代表就是二十八星宿，如犀牛精被星宿中的井木犴剋，蜈蚣精被昴日星官剋。蝎子精与蜈蚣精同属虫类，所以同样被本相为大公鸡的昴日星官所剋。虽然神通广大，法力高强，但在剋星昴日星官搖身化做一隻雄雞, 發出幾聲雄雞的啼鸣下，蝎子精毫无抵抗地就现出了原形，死在了坡前。

## 影视形象

### 电视剧
| 年代 | 剧名       | 演员   | 备注     |
| ---- | ---------- | ------ | -------- |
| 1982 | 《西游记》 | 李云娟 | 央视版   |
| 2010 | 《西游记》 | 冯淞淞 | 浙版     |
| 2011 | 《西游记》 | 赵文琪 | 张纪中版 |

### 电影
| 年代 | 剧名       | 演员   | 备注   |
| ---- | ---------- | ------ | ------ |
| 1968 | 《女儿国》 | 李红珠 | 邵氏版 |

### 动画
| 年代 | 剧名       | 配音演员 | 备注   |
| ---- | ---------- | -------- | ------ |
| 1998 | 《西游记》 | 丁建华   | 央视版 |